# 杜廷赫姆
杜廷赫姆（荷蘭語：Doetinchem）是荷兰海尔德兰省的一座城市和市镇，位于艾瑟尔河畔，面积79.69平方公里，人口56,225人（2007年）。
2005年1月1日，邻近市镇韦尔（Wehl）并入杜廷赫姆。